# Финский, Александр Михайлович
Александр Михайлович Финский (бел. Аляксандр Міхайлавіч Фінскі; 2 декабря 1953, Весёлый Гай, Пуховичский район, Минская область, БССР, СССР) — белорусский скульптор, профессор кафедры скульптуры Белорусской государственной академии искусств. Заслуженный деятель искусств Республики Беларусь (2021). Лауреат Государственной премии Республики Беларусь (2011).

## Творчество
- Памятник детям — жертвам Великой Отечественной войны, посёлок Красный Берег (архитектор и руководитель проекта Леонид Левин, скульптор Александр Финский, художник Светлана Каткова)[3][4]
- Памятник Симону Полоцкому в Полоцке (скульптор Александр Финский, архитекторы Георгий Фёдоров и Наталья Цавик)[5]
- Памятник Адаму Мицкевичу в Минске (в соавторстве с А. Заспицким, архитектор Георгий Фёдоров)[6]
- Скульптурные композиции для Национального театра оперы и балета в Минске (в соавторстве со скульпторами М. Шкроботом, Г. Буралкиным)[7]
- Знак «Нулевой километр» на Октябрьской площади в Минске (скульптор А. Финский, архитектор А. Сардаров)[8]
- Мемориал «Яма. Минское гетто» в Минске (архитектор, и руководитель проекта Л. Левин, скульпторы А. Финский, Э. Полок, архитекторы Е. Дятлов, А. Копалов)[9]

- Памятник Симеону Полоцкому в Полоцке
- Памятник Адаму Мицкевичу в Минске
- Национальный академический Большой театр оперы и балета Республики Беларусь
- Мемориал «Яма» на улице Мельникайте в Минске

## Награды и премии
- Государственная премия Республики Беларусь (2011);
- Медаль Франциска Скорины (2014).

## Память
Работы находятся в Национальном художественном музее Беларуси, Могилёвском областном художественном музее имени П. Масленникова, Третьяковской галерее в Москве, художественной галереи Пуховичского районного краеведческого музея в Марьина Горка.

## Научные труды
- Фінскі А. На ўсе вякі. Мастацтва, № 2, 2006.
- Фінскі А. Час вызначае прыарытэты. Мастацтва, № 11, 2004.
- Фінскі А. Дэмаграфія творчасці — 2. Мастацтва, № 5, 2008.